# Castelo de Giraldo
O Castelo de Giraldo, ou Castelo de Geraldo, localiza-se em Nossa Senhora de Guadalupe, na atual freguesia de Nossa Senhora da Tourega e Nossa Senhora de Guadalupe, no Município de Évora, Distrito de Évora, em Portugal.
Trata-se de um castro, estrutura fortificada proto-histórica com origem na Idade do Bronze ou mesmo no Calcolítico, mas com vestígios de posteriores ocupações.
Apresenta planta subcircular e um perímetro exterior de 114 metros. A muralha que subsistiu até aos nossos dias terá pertencido a um período de ocupação medieval.
Fontes do século XV referem a fortificação, associando-a à presença de Geraldo Sem Pavor, guerreiro que conquistou Évora aos muçulmanos em 1165.
Atualmente encontra-se em vias de classificação.

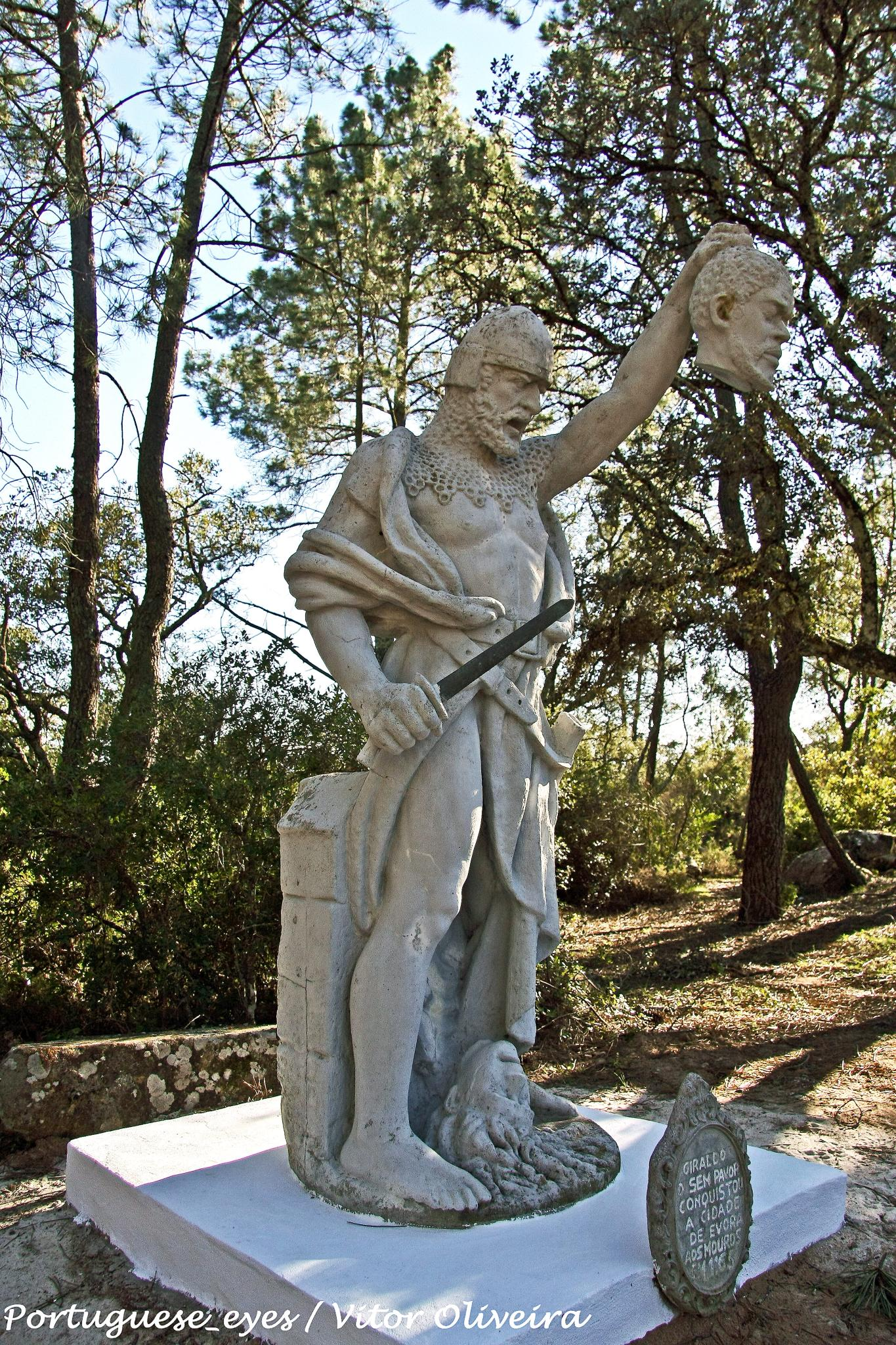
Estátua de Giraldo, "O Sem Pavor" nos Arredores das Ruínas do Castelo de Giraldo. Esculpida por Armando Mesquita para a Exposição do Mundo Português de 1940.

Das suas muralhas avista-se a cidade de Évora e a aldeia de Valverde (Nossa Senhora da Tourega).